# Liste von Apfelsorten
Die Liste von Apfelsorten enthält über 8500 Namen von über 6300 Sorten mit über 3000 Bildern des Kulturapfels.

## Erläuterungen

### Ansetzung der Sortennamen

#### Mehrnamigkeit
- Da viele, vor allem alte Sorten regional ganz unterschiedliche Namen haben, werden zu jeder Sorte alle bekannten Namen aufgeführt.
- Jede Sorte hat also einen Haupteintrag mit der Vorzugsbezeichnung (wenn es einen Artikel zu der Sorte gibt, mit Link auf dessen Lemma) und möglichst mit Bild und näherer Beschreibung.
- Nachgeordnete Sorten-Namen haben jeweils einen Nebeneintrag, der nur auf den Haupteintrag verweist; ggf. auch auf mehrere Haupteinträge, durch Komma getrennt. Nebeneinträge enthalten keine weiteren Angaben oder Bilder und keine Links.
- Im Haupteintrag sind dann in der ersten Spalte nach der Vorzugsbezeichnung die weiteren Namen alphabetisch sortiert in Klammern angefügt und untereinander durch ein Komma getrennt. Um Verwechslungen mit geklammerten Namenszusätzen, z. B. „Cox Orange Pippin (Potter)“, auszuschließen, werden die nachgeordneten Namen durch ein „oder:“ eingeleitet, z. B. „Berlepsch (oder: Baron De Berlepsch, Freiherr Von Berlepsch, Goldrenette Freiherr Von Berlepsch)“.
- Fremdsprachige Namen sind möglich.
- Gibt es deutsche Namen, werden diese als Vorzugsbezeichnung genutzt.

#### Sonderzeichen
Nicht gesondert aufgeführt werden Namen, bei denen lediglich
- ein Umlaut oder ein anderer Buchstabe mit diakritischen Zeichen auf seinen Grundbuchstaben reduziert wurde („Altländer“ -> „Altlander“)
- ein „ß“ durch „ss“ ersetzt wurde („preußisch“ → „preussisch“)
- ein Bindestrich („-“) durch ein Leerzeichen („ “) ersetzt wurde oder umgekehrt.

#### Schreibung der Namen
- Die Namen werden im Singular angesetzt.
- Vorangestellte Artikel entfallen („La Nationale“ → „Nationale“)
- Alle Namen werden im lateinischen Alphabet geschrieben und bei anderen Ausgangsschreibungen entsprechend transkribiert.
- Alte Schreibweisen werden modernisiert („Zimmtartiger Kronenapfel“ → „Zimtartiger Kronenapfel“)
- Der erste Buchstabe eines jeden Wortes im Namen wird groß geschrieben, alles andere klein.
- Buchstaben und Ziffern werden durch ein Leerzeichen getrennt.
- Der Genitiv-Apostroph in englischen Sortennamen bleibt erhalten.
- Diakritische Zeichen, „ß“, Bindestriche, Punkte und runde Klammern sind möglich.
- Die Namen enthalten keine Kommas und keine Copyrightzeichen.

### Sortierung
Die Liste wird alphabetisch nach dem Sortennamen sortiert.
- Groß- und Kleinbuchstaben werden nicht unterschieden.
- Umlaute und andere Buchstaben mit Diakritika werden wie die zugehörigen Grundbuchstaben behandelt. (Die Wikimedia-Tabellensortierung macht das etwas anders, sie sortiert z. B. Buchstaben mit Akzent hinter das normale Alphabet.)
- Bindestriche werden wie Leerzeichen sortiert (vor den eigentlichen Buchstaben).
- Apostrophe und Punkte werden ignoriert („Citron D'Hiver“ wie „Citron DHiver“, „Wadey's Seedling“ wie „Wadeys Seedling“).
- „ß“ wird sortiert wie „ss“.

### Links
Links auf Artikel zu einzelnen Apfelsorten werden nur auf Haupt-, nicht auf Nebeneinträgen gesetzt.